# Koro
Koro je Fidžijský ostrov, jež tvoří součást souostroví Lomaiviti. Je to vulkanický ostrov. S rozlohou 108,9 kilometrů čtverečních je to šestý největší ostrov Fidži. Při sčítání v roce 1960 měl 2 500 obyvatel.
Na východním pobřeží ostrova je letiště. Na severozápadním cípu je letovisko Dere Bay. Hlavním průmyslem je lesní hospodářství a těžba dřeva.